# Purismo (arte)

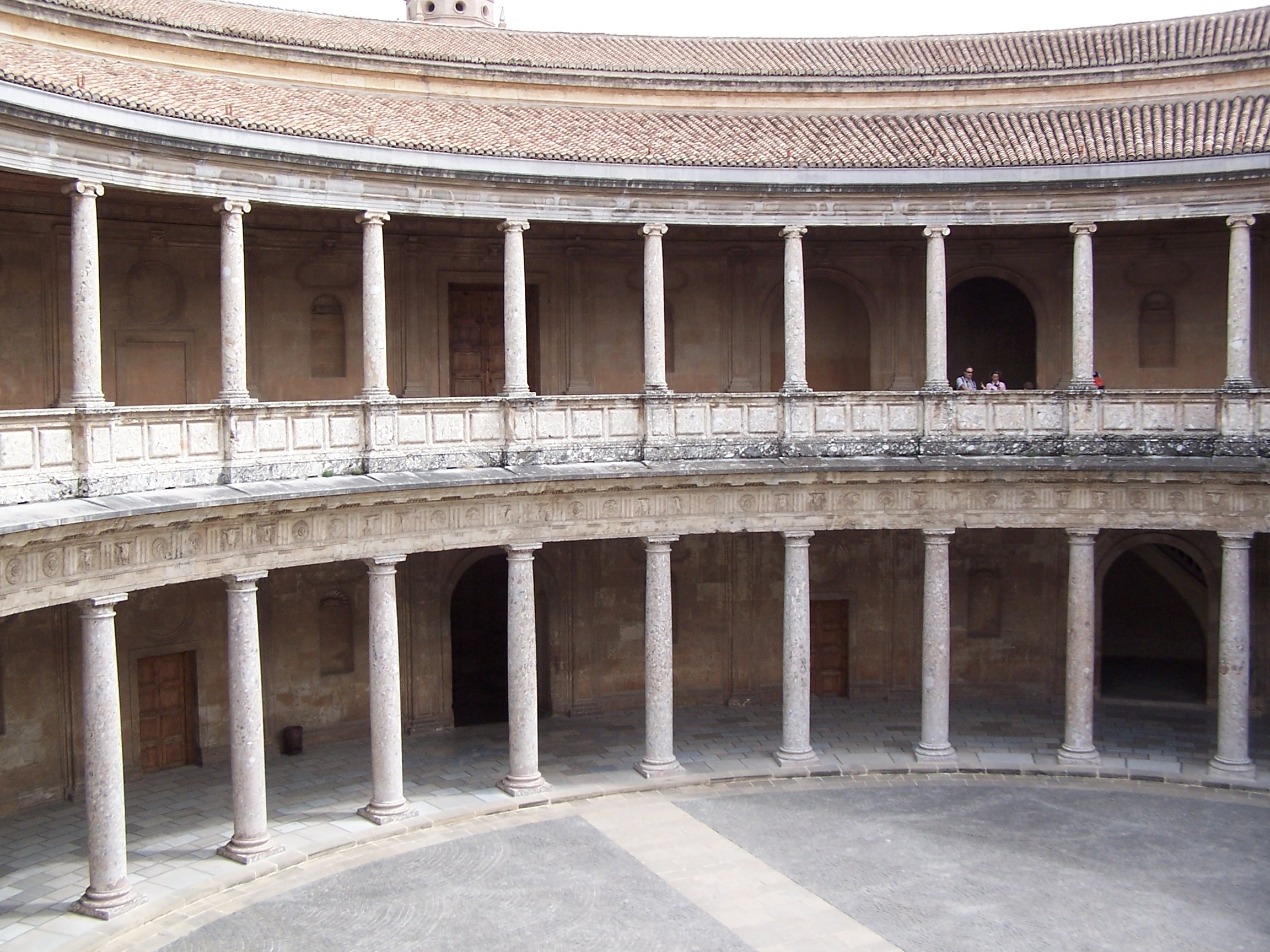
Palacio de Carlos V (Granada, 1527), de Pedro Machuca.

Purismo, en arte, es un término que se aplica a los estilos o movimientos estéticos que pretenden explícitamente o a los que se atribuye la intención de recuperar una supuesta pureza (estética, cultural, moral, etc.) existente en épocas anteriores; o bien que tienden a la depuración estilística, a un máximo posible de simplicidad, sin perder por ello la calidad artística (por ejemplo usando en lo posible colores, líneas y formas puras, sin rebuscamientos ni exceso de ornamentación, centrándose en lo esencial o estructural).
Atendiendo a cualquiera de los posibles valores del término "purismo", en la historia del arte occidental puede hablarse de varios movimientos "puristas" en distintas épocas. En el arte de la Edad Moderna, el estilo purista fue una de las fases de la arquitectura del Renacimiento en España. Más adelante, en el arte contemporáneo ha habido al menos dos estilos que recibieron la denominación de puristas, bien diferenciados temporal y espacialmente y aún más diferenciados en lo formal: el primero localizado en la Italia del Ottocento; el segundo en la Francia de los años 1920, en plena época de las vanguardias.